# Ludowy Artysta Federacji Rosyjskiej
Ludowy Artysta Federacji Rosyjskiej (ros. Народный артист Российской Федерации, Narodnyj artist Rossijskoj Fiedieracji) – ustanowione 31 grudnia 1995 najwyższe rosyjskie wyróżnienie w dziedzinie sztuki – tytuł honorowy, przyznawany nie wcześniej, niż po pięciu latach od momentu przyznania tytułu Zasłużony Artysta lub Zasłużony Działacz Sztuki artystom, reżyserom, mistrzom baletowym, dyrygentom, dyrygentom chóru, wykonawcom muzyki, twórcom wybitnych dzieł, spektakli, filmów, filmów telewizyjnych, programów koncertowych, estradowych, cyrkowych, radiowych i telewizyjnych, którzy wnieśli wybitny wkład w ojczystą kulturę i którzy cieszą się ogólnym społecznym uznaniem.